# La banda ens visita
La banda ens visita, títol original en hebreu: ביקור התזמורת, Bikur Ha-Tizmoret‎, és una pel·lícula franco-estatunidenca-israeliana dirigida per Eran Kolirin, estrenada l'any 2007. Aquesta va ser la opera prima del director. Ha estat doblada al català. El rodatge va tenir lloc a Jeroham i al desert de Nègueb, a Israel.

## Argument
La xaranga de la policia d'Alexandria és convidada a Israel per inaugurar un centre cultural àrab.
Arribats a l'aeroport, la petita tropa s'equivoca de camí i arriba per error a una petita ciutat perduda del Nègueb, Beit Hatikva («la casa de l'esperança»), ciutat de construcció recent, eriçada de HLM grisos i cercada per l'avorriment, lloc aïllat del món, oblidat de somnis antics d'humanisme i de democràcia, a penes inidentificable sobre un mapa, al lloc de Pétah Tiqvà («la porta de l'esperança»). Estan obligats a passar-hi la nit, arreglant-se més bé que malament amb els habitants israelians, entre els quals una enèrgica mestressa de restaurant.

## Repartiment
- Ronit Elkabetz: Dina
- Sasson Gabai: Tewfiq
- Saleh Bakri: Khaled
- Khalifa Natour: Simon
- Imad Jabarin: Camal
- Tarik Kopty: Iman
- Hisham Khoury: Fauzi
- François Khell: Makram
- Eyad Sheety: Saleh
- Slomi Avraham: Papi
- Rubi Moscovich: Itzik
- Hila Surjon Fischer: Iris
- Uri Gavriel: Avrum
- Ahouva Keren: Lea

## Premis i nominacions

### Premis
- Festival de Canes 2007:
  - Premi del Jurat Un Certain Regard per Eran Kolirin
  - Premi de la joventut

- Premi del cinema europeu 2007:
  - Premi Fassbinder del Descobriment europeu (Eran Kolirin)
  - Millor actor (Sasson Gabai)

- Arte Tolla - Festival del film mediterrani de Bastia 2007:
  - Premi del públic (Eran Kolirin)
  - Premi d'interpretació (Sasson Gabai)

- Festival internacional del film d'amor 2008:
  - Premi d'interpretació masculina per Sasson Gabai
  - Enamorament del jurat
  - Premi Cinema-dona
- Ophir del cinema 2007 a la millor pel·lícula
- Festival internacional del film de Jerusalem 2007: Millor actriu (Ronit Elkabetz)

### Nominacions
- Estrelles d'or de la premsa del cinema francès 2008: Millor primer Film (Eran Kolirin)

- Premis European Film 2007: Millor guió (Eran Kolirin)

- Arte Tolla - Festival del film mediterrani de Bastia 2007:
  - Gran premi Arte Tolla Mediavision (Eran Kolirin)
  - Premi especial del jurat (Eran Kolirin)